# 최원준 (1988년)
이 문서는 대한민국의 밸류에이터이자 전인륜학 창시자인 도휘 최원준에 관한 글입니다. 그 외 전인륜학과 밸류에이터(valuater)에 대하여서는 연결된 문서를 참고하십시오.
도휘 최원준(본명: 최원준, 1988년 10월 6일 ~ )은 대한민국의 철학 기반 전문 코치이자 교육가, 저자, 기업가이다. 그는 ‘전인륜학’이라는 존재 기반 학문 체계를 창안하고, 전인륜학연구소를 설립하여 인간의 의미와 가치를 주제로 한 연구, 교육, 실천 활동을 이끌고 있다. 기존의 ‘원대한 코치’라는 활동명을 거쳐, 현재는 ‘도휘 최원준’이라는 철학적 필명을 사용하고 있으며, '존재를 직면하고 삶을 설계하는 인문 코칭'이라는 방향성을 가지고 강의·컨설팅·출판·실천 캠페인 등을 다방면으로 운영하고 있다.

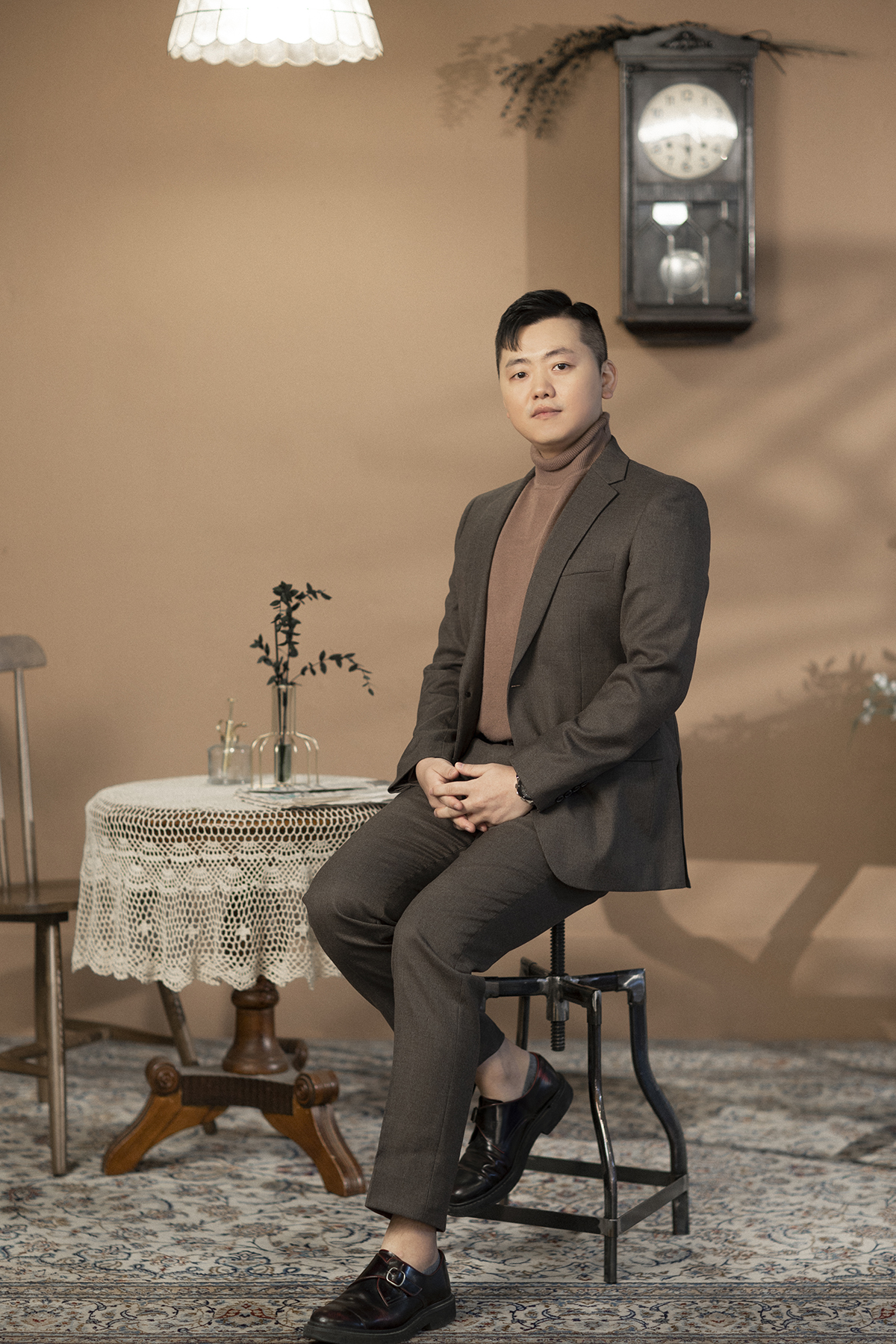
전인륜학 도휘 최원준

### 이름
- 본명: 최원준   /   활동명: 도휘 최원준   /   이전 활동명: 원대한 코치

### 생애
1988년 10월 6일 대한민국 서울특별시에서 태어났다. 어린 시절부터 인간 존재의 의미와 죽음에 대한 철학적 질문에 관심을 가졌으며, 청년 시기에는 다양한 인문 고전을 탐독하며 진로·삶·가치에 대한 사유를 체계화했다.
국민대학교 리더십과 코칭 MBA 석사를 졸업한 뒤 심리학, 코칭심리, 존재론, 성리학, 불교 유식, 실존주의를 복합적으로 융합하여 독자적 사유의 틀을 형성하였고, 이후 이를 실천 가능하게 만들기 위해 교육, 코칭, 철학, 조직개발 등의 전문 역량을 동시에 개발하였다.

### 경력
도휘 최원준은 2013년부터 교육 컨설팅 업계에 진출하며 진로 코칭과 HRD(인적자원개발) 분야에서 활동을 시작하였다. 이후 청년 정책 거버넌스, 중견 및 중소기업 비즈니스 컨설팅, 창업 컨설팅, 라이프 코칭 등 다양한 영역에서 전문성을 쌓았다.

#### ▪ 전인륜학연구소 소장
'전인륜학'이라는 새로운 실천 철학을 개발하고, 이를 10훈 체계와 존재 초월 모델로 정립하여 연구, 교육, 콘텐츠 개발을 진행하고 있다.

#### ▪ 라이프벨 주식회사 대표이사
교육·컨설팅·코칭 중심의 기업으로, 부모·청년·리더 대상 전인륜학 솔루션을 제공하고 있다. 또한 사회적 확산을 위한 캠페인, 전자책 제작, 브랜딩 코칭 등 다양한 B2C·B2B 서비스를 운영한다.

#### ▪ 코칭 및 컨설팅 전문가
2013년부터 현재까지 진로 및 취업 컨설팅, 인재경영(HRD), 기업 윤리, 정책 컨설팅 등 다양한 영역에서 활동 중이다.
특히, “취업독설특강” 대표 저서를 통해 20대 취업준비생을 위한 실전 콘텐츠로 큰 반향을 일으켰다. 특히, 20대 초반 처음으로 구직을 시작한 청년들을 위한 실질적인 조언과 철학적 통찰을 제공한 책으로 긍정적인 평가를 받았다.

### 전인륜학
전인륜학은 도휘 최원준이 제창한 학문적 프레임워크로, 인간의 존재 의미·가치·죽음에 대한 철학적 성찰과 실천적 성장을 통합하는 통합적 인문·코칭 체계이다. 인간의 존재·의미·가치·죽음에 대한 철학적 고찰을 바탕으로, 자기 이해와 성장, 사회적 실천을 동시에 추구하는 학문이다.
그의 코칭 모델은 '전인륜학 10훈(十訓)'을 중심으로 구성되며, 이는 다음과 같은 개념을 포함한다:
- 정심(마음 다잡기)
- 정의(목표 설정)
- 정시(현실 직시)
- 정언(언어 정화)
- 정도(바른 방향)
- 정행(실행 계획)
- 정력(에너지 관리)
- 정지(지식과 통찰)
- 정신(믿음과 신념)
- 정자(자원 활용)

또한 '존재 초월 6대 갈망(Existential Transcendence Hungers)'을 통해 실존 심리학과 죽음학을 통합하며, '존재 조화(Existential Harmony)'라는 인간 성장의 궁극 목표를 제시하고 있다.

#### 주요 이론 구성
- 전인륜학 10훈(十訓): 인간 내면 성장의 10단계 훈련 모델
- 존재 초월 6대 갈망: 실존 심리학 기반 인간 내면의 본질 욕구 분석
- 존재 조화 모델 : 자기긍정과 타인긍정을 통합하는 자기실현 구조
- 죽음학적 각성 이론: 죽음을 직면함으로써 삶의 본질을 설계하는 실천철학

#### 철학 및 접근법
- 도휘의 철학은 단순한 심리적 코칭을 넘어선다. 그는 인간을 ‘존재를 초월하고자 하는 존재’로 규정하며, 진정한 자기실현은 죽음을 직면하고, 존재의 의미를 구조화하는 데서 시작된다고 본다.  그의 코칭 대화는 그가 개발한 EXIT 코칭 프로세스를 핵심으로 한다. 그 외 NLP 명상, 실존주의 기법을 기반으로 구성되어 있으며, 감각화-언어화-실천화의 3단계 프로세스를 따른다.

#### 응용 분야
- 부모 대상 ‘자녀 존재 선언문’ 교육
- 청년 대상 자기정체성 회복 코칭
- 리더 대상 가치중심 리더십 컨설팅
- 지역 사회 기반 가치확산 프로젝트 ( 'HX 디자인 특강' 및 '하루혁명 세미나' )

### 저서
- 《합격할 수밖에 없는 취업 독설특강》(도서출판 홍익출판사, 2018)
- 《전인륜학 연구》 (2025년 순차 출간 예정)

### 철학과 영향력
그는 ‘존재의 의미와 가치’를 중심으로 한 교육 콘텐츠와 코칭 프로그램을 통해 청년, 부모, 리더 등 다양한 집단에게 깊은 영향을 미치고 있다.
도휘는 대한민국 최초로 ‘밸류에이터(Valuater)’라는 정체성을 도입하며, 단순한 코칭을 넘어 존재가치분석·실현 전문가로서의 입지를 굳히고 있다.
그의 코칭은 단기적 동기부여를 넘어, 장기적 철학 기반 실천을 통해 심층적 변화와 자기 발견을 유도하며,
실제 고객과 수강생의 몰입도가 매우 높다는 평가를 받고 있다.

### 분류
- 1988년 출생
- 대한민국의 강사
- 대한민국의 작가
- 대한민국의 기업인
- 코치 (직업)
- 인문학자
- 존재 철학자
- 자기계발 전문가
- 전인륜학